# Brix-skalaen
Brix-skalaen (symbol °Bx) er en skala, som angiver indholdet af sukker i en vandopløsning, og som anvendes indenfor levnedsmiddelindustrien og vinfremstilling, hvor den angiver sukkerindholdet af produktet.  
Brix-skalan måler i  grader Brix (°Bx) som har definitionen 1 °Bx = 1 gram pr. 100 gram væske.
Skalaen er opkaldt  efter den tyske matematiker og ingeniør Adolf Ferdinand Wenceslaus Brix (1798-1870).

## Lignende måleenheder
Blandt lignende målemetoder kan nævnes: 
- Oechslegrader (°Oe)
- Klosterneuburger mostwaage (KMW)
- Baumé-grader (°Bé)
- Plato (°P)
- Balling (°Balling)

## Ekstern henvisning
- Brugen af Brix-skalaen  på vingårde (engelsk) Arkiveret 29. december 2010 hos  Wayback Machine

### Fodnote
1. ↑  Allgemeine Deutsche Biographie, vol. 3 (1876), s. 335: Brix: Adolf Ferdinand Wenceslaus B.